# Malia Baker
Malia Baker (Gaborone, 18 de dezembro de 2006), é uma atriz canadense nascida em Botsuana, conhecida por seus papéis como Mary Anne Spier na série de streaming The Baby-Sitters Club, Gabby Lewis na série de televisão Are You Afraid of the Dark?, e Chloe Charming no filme Descendants: The Rise of Red.
Ela também está escalada nas produções Harvest Moon, Spider & Jessie, Thena, e Hair of the Bear.

## Carreira

### 2018-2019: Início
Baker fez sua estreia como atriz em Hope at Christmas, um filme de televisão que não foi creditada. Teve seu primeiro papel na TV em um episódio de A Million Little Things da ABC, uma série de drama familiar criada por DJ Nash. Em 2019, ela também apareceu em um episódio na série de super-herói da The CW, The Flash. Além de aparecer em um episódio de The Twilight Zone.

### 2020-Presente: Avanço
Seu grande destaque veio em 2020 quando Malia foi escalada para interpretar Mary Anne Spier na série da Netflix The Baby-Sitters Club. Retornou ao papel na segunda temporada da série em 2021, antes de ser cancelada. Participou também da segunda temporada da série revival da Nickelodeon, Are You Afraid of the Dark?. Baker também apareceu no filme Caught in His Web do canal de televisão americano Lifetime. Malia estrela em Descendants: The Rise of Red da Disney+, onde interpreta a princesa Chloe Charming, uma jovem de cabelos azuis filha da Rainha Cinderela e Rei Encantado. Protagonizando ao lado de Kylie Cantrall, as duas fazem uma viagem no tempo de volta ao passado para salvar sua mãe está em perigo no presente. Está no elenco da comédia dramática do Miramax, Harvest Moon co-escrito e estrelado por Paul Bettany. Além disso, ela também foi escalada a estrelar Thena, e Spider & Jessie ao lado de Mckenna Grace e Dacre Montgomery. Todos os filmes estão atualmente em pós-produção. Baker está prestes a estrelar o drama independente Hair of the Bear como Tori, do qual ela também será produtora executiva.

## Filmografia

### Filmes
| † | Filmes que ainda não foram lançados |

| Ano  | Título                       | Papel          | Notas         | Ref(s) |
| ---- | ---------------------------- | -------------- | ------------- | ------ |
| 2018 | Hope at Christmas            | Malia Weir     | não creditada |        |
| 2022 | Caught in His Web            | Olivia         |               | [ 13 ] |
| 2024 | Descendants: The Rise of Red | Chloe Charming |               | [ 3 ]  |
| TBA  | Harvest Moon †               | Bella          |               | [ 16 ] |
| TBA  | Spider & Jessie †            | TBA            | pós-produção  | [ 16 ] |
| TBA  | Thena †                      | Lotus          | pós-produção  | [ 16 ] |

### Televisão
| Ano       | Título                      | Papel           | Notas         | Ref(s) |
| --------- | --------------------------- | --------------- | ------------- | ------ |
| 2019      | A Million Little Things     | Garotinha       |               |        |
| 2019      | The Flash                   | Alice Bolen     |               |        |
| 2019      | The Twilight Zone           | Anna (jovem)    | não creditada |        |
| 2020-2021 | The Baby-Sitters Club       | Mary Anne Spier |               |        |
| 2021      | Are You Afraid of the Dark? | Gabby Lewis     |               |        |

## Reconhecimentos e Prêmios
Malia Baker já recebeu vários prêmios e indicações por seu trabalho:
| Ano  | Prêmio             | Categoria                                                  | Produção              | Resultados |
| ---- | ------------------ | ---------------------------------------------------------- | --------------------- | ---------- |
| 2022 | Prêmio Leo         | Melhor Atuação em um Programa ou Série Juvenil ou Infantil | The Baby-Sitters Club | Vencedora  |
| 2021 | Indicação ao Emmy  | Melhor Atriz Jovem em Programa Infantil ou Adolescente     | The Baby-Sitters Club | Indicada   |
| 2020 | Seventeen Magazine | Vozes do Ano                                               | -                     | Nomeada    |
| 2021 | Refinery29 Canada  | Poderosas                                                  | -                     | Nomeada    |

## Impacto e Ativismo
Para além de sua carreira como atriz, Malia Baker tem se destacado por seu ativismo e compromisso em usar sua plataforma para promover causas importantes. Ela é uma defensora ativa da igualdade de gênero, dos direitos LGBTQ+, da luta contra o racismo e de questões ambientais. Malia usa suas redes sociais e participações públicas para levantar consciência sobre esses temas.
Malia é embaixadora da iniciativa GirlUp da ONU e da organização She's the First, que trabalham pela igualdade de gênero e educação de meninas. ((94)) Ela também contribui com conteúdo sobre justiça social para publicações como a International Center for Research on Women. ((143))
Em suas próprias palavras, Malia acredita que é fundamental usar sua voz e plataforma para amplificar questões importantes, especialmente aquelas que afetam comunidades marginalizadas. 

## Participação em Música e Álbuns
Além de seu trabalho como atriz, Malia Baker participou da trilha sonora do filme Descendants: The Rise of Red do Disney Channel, lançado em 2024. ((99)) ((100)) Ela interpretou as músicas "Love Ain't It" e "Fight of Our Lives" presentes no álbum da trilha sonora do filme. ((99)) ((100)) Não há informações sobre a participação de Malia em outros projetos musicais ou álbuns.